# Le Peintre amoureux de son modèle

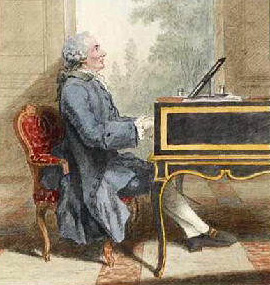
Egidio Romualdo Duni vers 1760, par Carmontelle.

Le Peintre amoureux de son modèle est un opéra-comique en 2 actes mêlé d'ariettes, de Louis Anseaume, musique de Duni, représenté pour la première fois le 26 juillet 1757 à la Foire Saint-Laurent. C'est la première œuvre composée par Duni après son arrivée à Paris. Le rôle du peintre Alberti est tenu par Jean-Louis Laruette.